# سامائول بارنت (بازیگر)
سامائول بارنت (انگلیسی: Samuel Barnett؛ زادهٔ ۲۵ آوریل ۱۹۸۰) هنرپیشه اهل بریتانیا است. وی از سال ۲۰۰۱ میلادی تاکنون مشغول فعالیت بوده‌است.
از فیلم‌ها یا برنامه‌های تلویزیونی که وی در آن نقش داشته‌است، می‌توان به آژانس کارآگاهی جامع دیرک جنتلی (در نقش دیرک جنتلی) و خانه وارونه اشاره کرد.